# Бурунгольское сельское поселение
Се́льское поселе́ние «Бурунго́льское» (бур. Баруун Голын hомон) — муниципальное образование в Окинском районе Бурятии Российской Федерации.
Административный центр — село Хужир.

## История
Статус и границы сельского поселения установлены Законом Республики Бурятия от 31 декабря 2004 года № 985-III «Об установлении границ, образовании и наделении статусом муниципальных образований в Республике Бурятия»

## Население
| 2002 | 2011 | 2012 | 2013 | 2014 | 2015 | 2016 |
| ---- | ---- | ---- | ---- | ---- | ---- | ---- |
| 590  | ↗811 | ↘790 | ↘787 | ↘784 | ↘782 | ↘776 |
| 2017 | 2018 | 2019 | 2020 | 2021 | 2023 | 2024 |
| ↗785 | →785 | ↘773 | ↘771 | ↘724 | ↗731 | ↗737 |

## Состав сельского поселения
| № | Населённый пункт | Тип населённого пункта       | Население |
| - | ---------------- | ---------------------------- | --------- |
| 1 | Алаг-Шулун       | улус                         | ↘168      |
| 2 | Хужир            | село, административный центр | ↗625      |